# 徐承秋
徐承秋（1944年—），山东定陶人，汉族，中华人民共和国政治人物、第十二届全国人民代表大会山东地区代表。
毕业于山东化工学院橡胶专业。加入中国共产党。2013年，担任全国人大代表。